# Bielany
Bielany es un dzielnica (distrito) de Varsovia. Es el quinto distrito con más habitantes de Varsovia y uno de los más densamente poblados. El distrito está situado en la ribera occidental del río Vístula. Es conocido por ser el único distrito emparentado de Polonia; está hermanado con el barrio de Ealing, en Londres. 

## Historia
Bielany fue un barrio de Varsovia, ubicado en la parte norte-occidental de la ciudad. Inicialmente fue una parte de Żoliborz, hasta que se nombró distrito independiente en 1994. Antes de dependizarse, se el distrito se denominaba Bielany Żoliborz. 
'Bielany', palabra que en polaco es el plural de un sustantivo, se deriva de los hábitos de los monjes blancos camaldulenses que tienen un antiguo priorato en esa zona. También es conocido por albergar a la Universidad Józef Pilsudski de Educación Física de Varsovia, que fue establecido 1929 cuando era conocido como el Instituto Central de Educación Física (CIWF), así como la nueva construcción cardenal Stefan Wyszynski.
Al norte del distrito de Bielany, se encuentra la única reserva natural situada en el interior de una ciudad polaca; el Las Bielański. Este lugar fue anteriormente un parque para los nobles de Varsovia.